# Heterolocha polymorpha
Heterolocha polymorpha là một loài bướm đêm trong họ Geometridae.